# Bröder och systrar
Bröder och systrar är en psalmtext med nio 4-radiga verser av okänd författare. I Herde-Rösten, 1892, var inledningen Bröder och systrar och himmelens vänner.

## Publicerad i
- Herde-Rösten 1892 nr 207 med titeln "Jesu stridsman" under rubriken "Strid och seger".
- Sionsharpan 1948 nr 451 under rubriken "Avskedssånger".
- Sions Sånger 1951 nr 12.
- Sions Sånger 1981 nr 45 med titeln "Bröder och systrar, och himmelens vänner" under rubriken "Församlingen".